# عزيزي وسطي (مقاطعة تشرام)
عزيزي وسطي (بالفارسية: عزیزی وسطی) هي قرية تقع في قسم سرفارياب الريفي (مقاطعة تشرام) في إيران. يقدر عدد سكانها بـ 37 نسمة بحسب إحصاء 2016.